# 검은배과일박쥐속
검은배과일박쥐속(Melonycteris)은 큰박쥐과에 속하는 박쥐 속의 하나이다. 대부분 솔로몬 제도에서 발견되며, 검은배과일박쥐는 파푸아뉴기니에서 서식한다.

## 하위 종
4종을 포함하고 있다.
- 오렌지과일박쥐 (M. aurantius) - 현재는 우드포드과일박쥐와 같은 종으로 간주한다.
- 파둘리스꽃박쥐 (M. fardoulisi)
- 검은배과일박쥐 (M. melanops)
- 우드포드과일박쥐 (M. woodfordi)